# RIT Capital Partners
RIT Capital Partners plc — крупный британский инвестиционный траст. Основан в 1961 году, котируется на Лондонской фондовой бирже и входит в FTSE 250 Index.

## История
Основан в 1961 году по инициативе лорда Джейкоба Ротшильда и получил название "Rothschild Investment Trust". Входил в английскую ветвь банка династии Ротшильдов "N M Rothschild & Sons". Под руководством лорда Джейкоба Ротшильда чистые активы компании за 1961-1980 годы выросли с £3 млн британских фунтов до £100 млн британских фунтов.
В 1980 году между Джейкобом Ротшильдом и Эвелином Ротшильдом, главой банка "N M Rothschild & Sons", возник конфликт. Поскольку инвестиционная стратегия Джейкоба была слишком рискованной, Эвелин вывел деньги, инвестированные в банковский дом "Rothschild Investment Trust" и запретил компании использовать имя Ротшильд. Джейкоб разорвал отношения с банком "N M Rothschild & Sons" и получил полный контроль над Rothschild Investment Trust, который он переименовал в RIT Ltd.
В 1988 году лорд Джейкоб Ротшильд трансформировал RIT Ltd. в публичный инвестиционный траст, который назвал RIT Capital Partners plc. С того времени под руководством лорда Джейкоба Ротшильда стоимость чистых активов компании выросла с £280.5 млн британских фунтов до £2,44 млрд. британских фунтов (на 31 декабря 2015).